# Ennomos fraxineti
Ennomos fraxineti är en fjärilsart som beskrevs av Edward P. Wiltshire 1947. Ennomos fraxineti ingår i släktet Ennomos och familjen mätare. Inga underarter finns listade i Catalogue of Life.